# Salar de Laguani
El salar de Laguani o salar de Pajancha es una salar ubicado en el departamento boliviano de Potosí, cercano a la frontera con Chile, el salar tiene una superficie aproximada de 84 km² y se caracteriza por tener una forma larga en dirección norte-sur.
Este salar pertenece a una cuenca endorreica compuesta por el salar de Chiguana, el plano de Ollagüe y el salar de Porcos.: 21 